# Troisième district congressionnel de l'Utah
Le 3e district congressionnel de l'Utah est un district situé dans le sud et l'est de l'Utah et comprend les villes d'Orem et de Provo.
Le district a été créé lorsque l'Utah a obtenu un siège supplémentaire au Congrès à la suite du cycle de redécoupage après le recensement de 1980. Quatre de ses cinq représentants étaient républicains ; Bill Orton, un Démocrate, a représenté le district de 1991 à 1997. Le Représentant actuel est le Républicain John Curtis, élu lors d'une élection spéciale le 7 novembre 2017.

## Historique de vote

### Résultats sous les frontières actuelles (depuis 2023)
| Année | Poste     | Résultats             |
| ----- | --------- | --------------------- |
| 2016  | Président | Trump 46,3 % - 26,2 % |
| 2020  | Président | Trump 56,8 % - 37,6 % |

### Résultats sous les anciennes frontières (2013 - 2023)[1],[2]
| Année | Poste     | Résultats              |
| ----- | --------- | ---------------------- |
| 2008  | Président | McCain 68,0 % - 30,0 % |
| 2012  | Président | Romney 78,0 % - 20,0 % |
| 2016  | Président | Trump 47,0 % - 23,0 %  |
| 2020  | Président | Trump 60,0 % - 35,0 %  |

### Résultats sous les anciennes frontières (2003 - 2013)[3]
| Année | Poste     | Résultats              |
| ----- | --------- | ---------------------- |
| 2000  | Président | Bush 75,0 % - 24,0 %   |
| 2004  | Président | Bush 77,0 % - 20,0 %   |
| 2008  | Président | McCain 67,0 % - 29,0 % |

## Liste des Représentants du district
| Membre                             | Parti       | Années                          | Congrès     | Histoire électorale | Zone géographique |
| ---------------------------------- | ----------- | ------------------------------- | ----------- | --- | --- |
| District établit le 3 janvier 1983 |             |                                 |             | | |
| Howard Nielson (en)                | Républicain | 3 janvier 1983 - 3 janvier 1991 | 98e - 101e  | Élu en 1981. Réélu en 1984. Réélu en 1986. Réélu en 1988. Retrait.                                                                                                | 1983–1993 Carbon, Daggett, Duchesne, Emery, Grand, Salt Lake, San Juan, Sanpete, Sevier, Summit, Uintah, Utah et Wasatch                                     |
| Bill Orton (en)                    | Démocrate   | 3 janvier 1991 - 3 janvier 1997 | 102e - 104e | Élu en 1990. Réélu en 1992. Réélu en 1994. Perd sa réélection. | 1983–1993 Carbon, Daggett, Duchesne, Emery, Grand, Salt Lake, San Juan, Sanpete, Sevier, Summit, Uintah, Utah et Wasatch                                     |
| Bill Orton (en)                    | Démocrate   | 3 janvier 1991 - 3 janvier 1997 | 102e - 104e | Élu en 1990. Réélu en 1992. Réélu en 1994. Perd sa réélection. | 1993–2003 Carbon, Daggett, Duchesne, Emery, Garfield, Grand, Kane, Morgan, Piute, Salt Lake, San Juan, Sanpete, Sevier, Summit, Uintah, Utah, Wasatch, Wayne |
| Chris Cannon (en)                  | Républicain | 3 janvier 1997 - 3 janvier 2009 | 105e - 110e | Élu en 1996. Réélu en 1998. Réélu en 2000. Réélu en 2002. Réélu en 2004. Réélu en 2006. Perd sa renomination.                                                     | |
| Chris Cannon (en)                  | Républicain | 3 janvier 1997 - 3 janvier 2009 | 105e - 110e | Élu en 1996. Réélu en 1998. Réélu en 2000. Réélu en 2002. Réélu en 2004. Réélu en 2006. Perd sa renomination.                                                     | 2003–2013 Beaver, Juab, Millard, Salt Lake, Sanpete, Sevier et Utah                                                                                          |
| Jason Chaffetz                     | Républicain | 3 janvier 2009 - 30 juin 2017   | 111e - 115e | Élu en 2008. Réélu en 2010. Réélu en 2012. Réélu en 2014. Réélu en 2016. Démissionne.                                                                             | |
| Jason Chaffetz                     | Républicain | 3 janvier 2009 - 30 juin 2017   | 111e - 115e | Élu en 2008. Réélu en 2010. Réélu en 2012. Réélu en 2014. Réélu en 2016. Démissionne.                                                                             | 2013–2023 Carbon, Emery, Grand, Salt Lake, San Juan, Utah et Wasatch                                                                                         |
| Vacant                             | Vacant      | 30 juin 2017 - 13 novembre 2017 | 115e        | | |
| John Curtis                        | Républicain | 13 novembre 2017 - Présent      | 115e - 118e | Élu pour terminer le mandat de Chaffetz. Réélu en 2018. Réélu en 2020. Réélu en 2022. Retrait à la fin du mandat pour se présenter comme Sénateur des États-Unis. | |
| John Curtis                        | Républicain | 13 novembre 2017 - Présent      | 115e - 118e | Élu pour terminer le mandat de Chaffetz. Réélu en 2018. Réélu en 2020. Réélu en 2022. Retrait à la fin du mandat pour se présenter comme Sénateur des États-Unis. | 2023–Présent Carbon, Daggett, Duchesne, Emery, Grand, Salt Lake, San Juan, Summit, Uintah, Utah et Wasatch                                                   |

## Résultats des récentes élections
Voici les résultats des dix précédents cycles électoraux dans le district.

### 2004
| Élection de 2004 du 3e district congressionnel de l'Utah | Élection de 2004 du 3e district congressionnel de l'Utah | Élection de 2004 du 3e district congressionnel de l'Utah | Élection de 2004 du 3e district congressionnel de l'Utah | Élection de 2004 du 3e district congressionnel de l'Utah |
| -------------------------------------------------------- | -------------------------------------------------------- | -------------------------------------------------------- | -------------------------------------------------------- | -------------------------------------------------------- |
| Parti                                                    | Parti                                                    | Candidat                                                 | Votes                                                    | %                                                        |
|                                                          | Républicain                                              | Chris Cannon (en) (sortant)                              | 173 010                                                  | 63,39                                                    |
|                                                          | Démocrate                                                | Beau Babka                                               | 88 748                                                   | 32,52                                                    |
|                                                          | Constitution                                             | Ronald Winfield                                          | 5089                                                     | 1,86                                                     |
|                                                          | Libertarien                                              | Jim Dexter                                               | 3691                                                     | 1,35                                                     |
|                                                          | Personal Choice (en)                                     | Curtis Darrell James                                     | 2390                                                     | 0,88                                                     |
| Total des votes                                          | Total des votes                                          | Total des votes                                          | 272 928                                                  | 100 %                                                    |
|                                                          | Les Républicains conservent                              |                                                          |                                                          |                                                          |

### 2006
| Élection de 2006 du 3e district congressionnel de l'Utah | Élection de 2006 du 3e district congressionnel de l'Utah | Élection de 2006 du 3e district congressionnel de l'Utah | Élection de 2006 du 3e district congressionnel de l'Utah | Élection de 2006 du 3e district congressionnel de l'Utah |
| -------------------------------------------------------- | -------------------------------------------------------- | -------------------------------------------------------- | -------------------------------------------------------- | -------------------------------------------------------- |
| Parti                                                    | Parti                                                    | Candidat                                                 | Votes                                                    | %                                                        |
|                                                          | Républicain                                              | Chris Cannon (en) (sortant)                              | 95 455                                                   | 57,71                                                    |
|                                                          | Démocrate                                                | Christian Burridge                                       | 53 330                                                   | 32,24                                                    |
|                                                          | Constitution                                             | Jim Noorlander                                           | 14 533                                                   | 8,79                                                     |
|                                                          | Libertarien                                              | Philip Lear Hallman                                      | 2080                                                     | 1,26                                                     |
| Total des votes                                          | Total des votes                                          | Total des votes                                          | 165 398                                                  | 100 %                                                    |
|                                                          | Les Républicains conservent                              |                                                          |                                                          |                                                          |

### 2008
| Élection de 2008 du 3e district congressionnel de l'Utah | Élection de 2008 du 3e district congressionnel de l'Utah | Élection de 2008 du 3e district congressionnel de l'Utah | Élection de 2008 du 3e district congressionnel de l'Utah | Élection de 2008 du 3e district congressionnel de l'Utah |
| -------------------------------------------------------- | -------------------------------------------------------- | -------------------------------------------------------- | -------------------------------------------------------- | -------------------------------------------------------- |
| Parti                                                    | Parti                                                    | Candidat                                                 | Votes                                                    | %                                                        |
|                                                          | Républicain                                              | Jason Chaffetz                                           | 187 035                                                  | 65,61                                                    |
|                                                          | Démocrate                                                | Bennion Spencer                                          | 80 626                                                   | 28,28                                                    |
|                                                          | Constitution                                             | Jim Noorlander                                           | 17 408                                                   | 6,11                                                     |
| Total des votes                                          | Total des votes                                          | Total des votes                                          | 285 069                                                  | 100 %                                                    |
|                                                          | Les Républicains conservent                              |                                                          |                                                          |                                                          |

### 2010
| Élection de 2010 du 3e district congressionnel de l'Utah | Élection de 2010 du 3e district congressionnel de l'Utah | Élection de 2010 du 3e district congressionnel de l'Utah | Élection de 2010 du 3e district congressionnel de l'Utah | Élection de 2010 du 3e district congressionnel de l'Utah |
| -------------------------------------------------------- | -------------------------------------------------------- | -------------------------------------------------------- | -------------------------------------------------------- | -------------------------------------------------------- |
| Parti                                                    | Parti                                                    | Candidat                                                 | Votes                                                    | %                                                        |
|                                                          | Républicain                                              | Jason Chaffetz (sortant)                                 | 139 721                                                  | 72,32                                                    |
|                                                          | Démocrate                                                | Karen Hyer                                               | 44 320                                                   | 22,94                                                    |
|                                                          | Constitution                                             | Douglas Sligting                                         | 4596                                                     | 2,38                                                     |
|                                                          | Libertarien                                              | Jake Shannon                                             | 2945                                                     | 1,52                                                     |
|                                                          | Personal Choice (en)                                     | Joseph L. Puente                                         | 1604                                                     | 0,83                                                     |
| Total des votes                                          | Total des votes                                          | Total des votes                                          | 193 186                                                  | 100 %                                                    |
|                                                          | Les Républicains conservent                              |                                                          |                                                          |                                                          |

### 2012
| Élection de 2012 du 3e district congressionnel de l'Utah | Élection de 2012 du 3e district congressionnel de l'Utah | Élection de 2012 du 3e district congressionnel de l'Utah | Élection de 2012 du 3e district congressionnel de l'Utah | Élection de 2012 du 3e district congressionnel de l'Utah |
| -------------------------------------------------------- | -------------------------------------------------------- | -------------------------------------------------------- | -------------------------------------------------------- | -------------------------------------------------------- |
| Parti                                                    | Parti                                                    | Candidat                                                 | Votes                                                    | %                                                        |
|                                                          | Républicain                                              | Jason Chaffetz (sortant)                                 | 198 828                                                  | 76,61                                                    |
|                                                          | Démocrate                                                | Soren Simonsen                                           | 60 719                                                   | 23,39                                                    |
| Total des votes                                          | Total des votes                                          | Total des votes                                          | 259 547                                                  | 100 %                                                    |
|                                                          | Les Républicains conservent                              |                                                          |                                                          |                                                          |

### 2014
| Élection de 2014 du 3e district congressionnel de l'Utah | Élection de 2014 du 3e district congressionnel de l'Utah | Élection de 2014 du 3e district congressionnel de l'Utah | Élection de 2014 du 3e district congressionnel de l'Utah | Élection de 2014 du 3e district congressionnel de l'Utah |
| -------------------------------------------------------- | -------------------------------------------------------- | -------------------------------------------------------- | -------------------------------------------------------- | -------------------------------------------------------- |
| Parti                                                    | Parti                                                    | Candidat                                                 | Votes                                                    | %                                                        |
|                                                          | Républicain                                              | Jason Chaffetz (sortant)                                 | 102 952                                                  | 72,21                                                    |
|                                                          | Démocrate                                                | Brian Wonnacott                                          | 32 059                                                   | 22,48                                                    |
|                                                          | Independent American                                     | Zack Strong                                              | 3192                                                     | 2,24                                                     |
|                                                          | Indépendant                                              | Stephen P. Tryon                                         | 2584                                                     | 1,81                                                     |
|                                                          | Indépendant                                              | Ben J. Mates                                             | 1513                                                     | 1,06                                                     |
|                                                          | Write-In                                                 | David A. Else                                            | 280                                                      | 0,20                                                     |
| Total des votes                                          | Total des votes                                          | Total des votes                                          | 142 580                                                  | 100 %                                                    |
|                                                          | Les Républicains conservent                              |                                                          |                                                          |                                                          |

### 2016
| Élection de 2016 du 3e district congressionnel de l'Utah | Élection de 2016 du 3e district congressionnel de l'Utah | Élection de 2016 du 3e district congressionnel de l'Utah | Élection de 2016 du 3e district congressionnel de l'Utah | Élection de 2016 du 3e district congressionnel de l'Utah |
| -------------------------------------------------------- | -------------------------------------------------------- | -------------------------------------------------------- | -------------------------------------------------------- | -------------------------------------------------------- |
| Parti                                                    | Parti                                                    | Candidat                                                 | Votes                                                    | %                                                        |
|                                                          | Républicain                                              | Jason Chaffetz (sortant)                                 | 209 589                                                  | 73,46                                                    |
|                                                          | Démocrate                                                | Stephen P. Tryon                                         | 75 716                                                   | 26,54                                                    |
| Total des votes                                          | Total des votes                                          | Total des votes                                          | 285 305                                                  | 100 %                                                    |
|                                                          | Les Républicains conservent                              |                                                          |                                                          |                                                          |

### 2017 (Spéciale)
| Élection Spéciale de 2017 du 3e district congressionnel de l'Utah | Élection Spéciale de 2017 du 3e district congressionnel de l'Utah | Élection Spéciale de 2017 du 3e district congressionnel de l'Utah | Élection Spéciale de 2017 du 3e district congressionnel de l'Utah | Élection Spéciale de 2017 du 3e district congressionnel de l'Utah |
| ----------------------------------------------------------------- | ----------------------------------------------------------------- | ----------------------------------------------------------------- | ----------------------------------------------------------------- | ----------------------------------------------------------------- |
| Parti                                                             | Parti                                                             | Candidat                                                          | Votes                                                             | %                                                                 |
|                                                                   | Républicain                                                       | John Curtis                                                       | 85 739                                                            | 58,03                                                             |
|                                                                   | Démocrate                                                         | Kathie Allen                                                      | 37 778                                                            | 25,57                                                             |
|                                                                   | United Utah (en)                                                  | Jim Bennett                                                       | 13 745                                                            | 9,30                                                              |
|                                                                   | Indépendant                                                       | Seann Whalen                                                      | 4550                                                              | 3,08                                                              |
|                                                                   | Libertarien                                                       | Joe Buchman                                                       | 3643                                                              | 2,47                                                              |
|                                                                   | Independent American                                              | Jason Christensen                                                 | 286                                                               | 1,55                                                              |
|                                                                   | Indépendant                                                       | Ben J. Mates                                                      | 1513                                                              | 1,06                                                              |
|                                                                   | Write-In                                                          | Brendan Phillips                                                  | -                                                                 | -                                                                 |
|                                                                   | Write-In                                                          | Russell Paul Roesler                                              | -                                                                 | -                                                                 |
| Total des votes                                                   | Total des votes                                                   | Total des votes                                                   | 147 741                                                           | 100 %                                                             |
|                                                                   | Les Républicains conservent                                       |                                                                   |                                                                   |                                                                   |

### 2018
| Élection de 2018 du 3e district congressionnel de l'Utah | Élection de 2018 du 3e district congressionnel de l'Utah | Élection de 2018 du 3e district congressionnel de l'Utah | Élection de 2018 du 3e district congressionnel de l'Utah | Élection de 2018 du 3e district congressionnel de l'Utah |
| -------------------------------------------------------- | -------------------------------------------------------- | -------------------------------------------------------- | -------------------------------------------------------- | -------------------------------------------------------- |
| Parti                                                    | Parti                                                    | Candidat                                                 | Votes                                                    | %                                                        |
|                                                          | Républicain                                              | John Curtis (sortant)                                    | 174 856                                                  | 67,55                                                    |
|                                                          | Démocrate                                                | James Courage Singer                                     | 70 686                                                   | 27,31                                                    |
|                                                          | Independent American                                     | Gregory C. Duerden                                       | 6686                                                     | 2,58                                                     |
|                                                          | United Utah (en)                                         | Timothy L. Zeidner                                       | 6630                                                     | 2,56                                                     |
| Total des votes                                          | Total des votes                                          | Total des votes                                          | 258 858                                                  | 100 %                                                    |
|                                                          | Les Républicains conservent                              |                                                          |                                                          |                                                          |

### 2020
| Élection de 2020 du 3e district congressionnel de l'Utah | Élection de 2020 du 3e district congressionnel de l'Utah | Élection de 2020 du 3e district congressionnel de l'Utah | Élection de 2020 du 3e district congressionnel de l'Utah | Élection de 2020 du 3e district congressionnel de l'Utah |
| -------------------------------------------------------- | -------------------------------------------------------- | -------------------------------------------------------- | -------------------------------------------------------- | -------------------------------------------------------- |
| Parti                                                    | Parti                                                    | Candidat                                                 | Votes                                                    | %                                                        |
|                                                          | Républicain                                              | John Curtis (sortant)                                    | 246 674                                                  | 68,77                                                    |
|                                                          | Démocrate                                                | Devin Thorpe                                             | 96 067                                                   | 26,78                                                    |
|                                                          | Constitution                                             | Daniel Cummings                                          | 8889                                                     | 2,48                                                     |
|                                                          | United Utah (en)                                         | Thomas McNeill                                           | 7040                                                     | 1,97                                                     |
| Total des votes                                          | Total des votes                                          | Total des votes                                          | 358 670                                                  | 100 %                                                    |
|                                                          | Les Républicains conservent                              |                                                          |                                                          |                                                          |

### 2022
La Primaire Démocrate a été annulée. Glenn J. Wright (D) avance vers l'Élection Générale.
| Primaire Républicaine de 2022 du 3e district congressionnel de l'Utah | Primaire Républicaine de 2022 du 3e district congressionnel de l'Utah | Primaire Républicaine de 2022 du 3e district congressionnel de l'Utah | Primaire Républicaine de 2022 du 3e district congressionnel de l'Utah | Primaire Républicaine de 2022 du 3e district congressionnel de l'Utah |
| --------------------------------------------------------------------- | --------------------------------------------------------------------- | --------------------------------------------------------------------- | --------------------------------------------------------------------- | --------------------------------------------------------------------- |
| Parti                                                                 | Parti                                                                 | Candidat                                                              | Votes                                                                 | %                                                                     |
|                                                                       | Républicain                                                           | John Curtis (sortant)                                                 | 78 341                                                                | 69,6                                                                  |
|                                                                       | Républicain                                                           | Christopher Herrod                                                    | 34 204                                                                | 30,4                                                                  |

| Élection de 2022 du 3e district congressionnel de l'Utah | Élection de 2022 du 3e district congressionnel de l'Utah | Élection de 2022 du 3e district congressionnel de l'Utah | Élection de 2022 du 3e district congressionnel de l'Utah | Élection de 2022 du 3e district congressionnel de l'Utah |
| -------------------------------------------------------- | -------------------------------------------------------- | -------------------------------------------------------- | -------------------------------------------------------- | -------------------------------------------------------- |
| Parti                                                    | Parti                                                    | Candidat                                                 | Votes                                                    | %                                                        |
|                                                          | Républicain                                              | John Curtis (sortant)                                    | 182 497                                                  | 64,4                                                     |
|                                                          | Démocrate                                                | Glenn J. Wright                                          | 83 687                                                   | 29,5                                                     |
|                                                          | Libertarien                                              | Michael Stoddard                                         | 8287                                                     | 2,9                                                      |
|                                                          | Constitution                                             | Daniel Clyde Cummings                                    | 4874                                                     | 1,7                                                      |
|                                                          | Independent American                                     | Aaron Heineman                                           | 4035                                                     | 1,4                                                      |
| Total des votes                                          | Total des votes                                          | Total des votes                                          | 283 380                                                  | 100 %                                                    |
|                                                          | Les Républicains conservent                              |                                                          |                                                          |                                                          |

## Frontières historiques du district

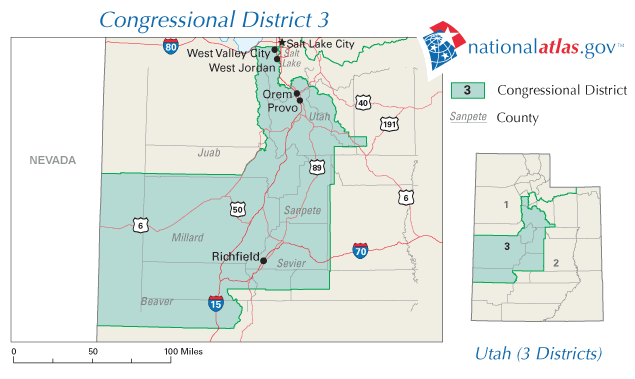
2003 - 2013

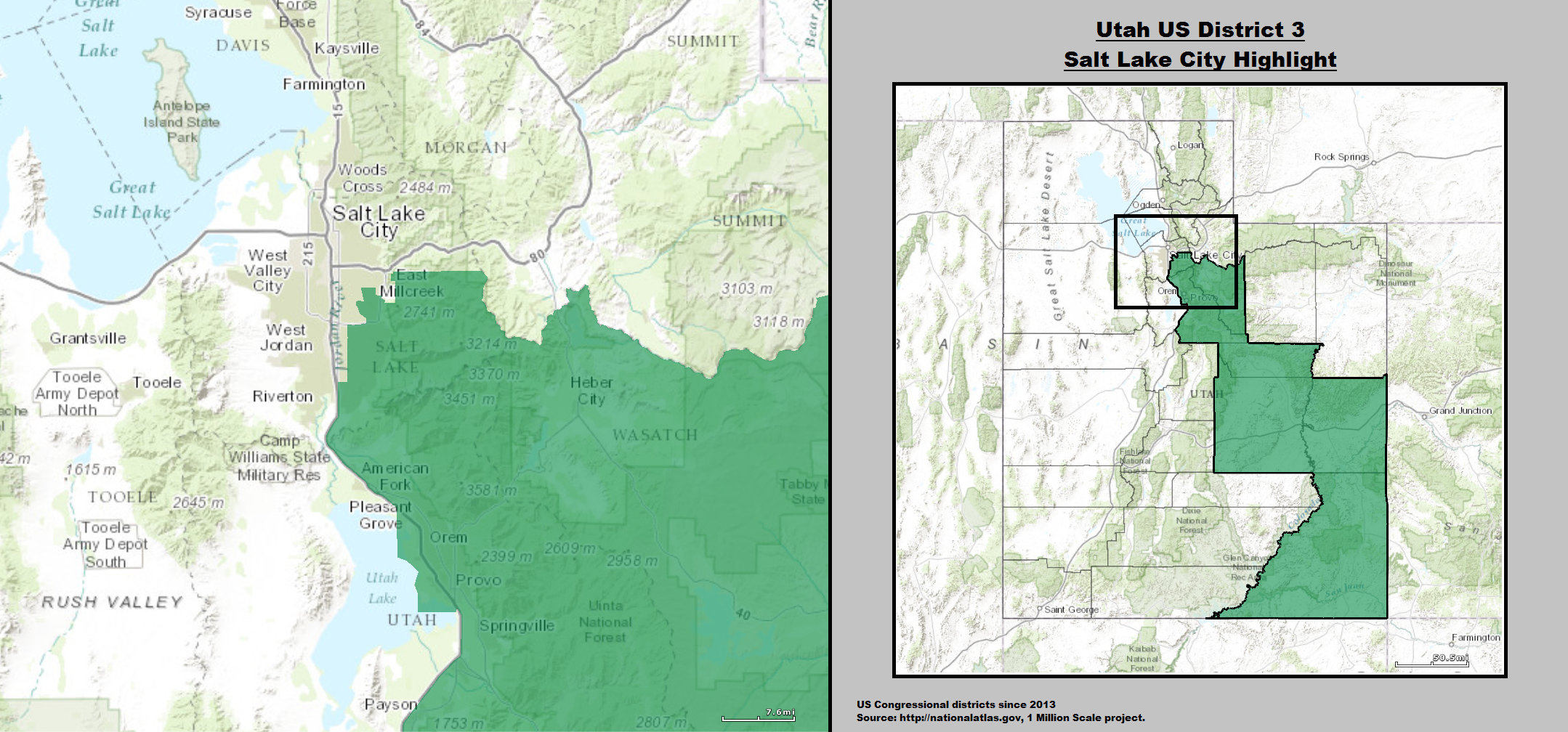
2013 - 2023

### 2024
La Primaire Démocrate a été annulée. Glenn J. Wright (D) avance vers l'Élection Générale.
| Primaire Républicaine de 2024 du 3e district congressionnel de l'Utah | Primaire Républicaine de 2024 du 3e district congressionnel de l'Utah | Primaire Républicaine de 2024 du 3e district congressionnel de l'Utah | Primaire Républicaine de 2024 du 3e district congressionnel de l'Utah | Primaire Républicaine de 2024 du 3e district congressionnel de l'Utah |
| --------------------------------------------------------------------- | --------------------------------------------------------------------- | --------------------------------------------------------------------- | --------------------------------------------------------------------- | --------------------------------------------------------------------- |
| Parti                                                                 | Parti                                                                 | Candidat                                                              | Votes                                                                 | %                                                                     |
|                                                                       | Républicain                                                           | Mike Kennedy                                                          | 43 618                                                                | 38,8                                                                  |
|                                                                       | Républicain                                                           | Case Lawrence                                                         | 24 884                                                                | 22,1                                                                  |
|                                                                       | Républicain                                                           | JR Bird                                                               | 17 207                                                                | 15,3                                                                  |
|                                                                       | Républicain                                                           | Stewart O. Peay                                                       | 15 954                                                                | 14,2                                                                  |
|                                                                       | Républicain                                                           | John Dougall                                                          | 10 800                                                                | 9,6                                                                   |

| Élection de 2024 du 3e district congressionnel de l'Utah | Élection de 2024 du 3e district congressionnel de l'Utah | Élection de 2024 du 3e district congressionnel de l'Utah | Élection de 2024 du 3e district congressionnel de l'Utah | Élection de 2024 du 3e district congressionnel de l'Utah |
| -------------------------------------------------------- | -------------------------------------------------------- | -------------------------------------------------------- | -------------------------------------------------------- | -------------------------------------------------------- |
| Parti                                                    | Parti                                                    | Candidat                                                 | Votes                                                    | %                                                        |
|                                                          | Républicain                                              | Mike Kennedy                                             | TBD                                                      | TBD                                                      |
|                                                          | Démocrate                                                | Glenn J. Wright                                          | TBD                                                      | TBD                                                      |
| Total des votes                                          | Total des votes                                          | Total des votes                                          | TBD                                                      | 100 %                                                    |
|                                                          |                                                          |                                                          |                                                          |                                                          |